# تمرد تيمور الشرقية 1911–1912

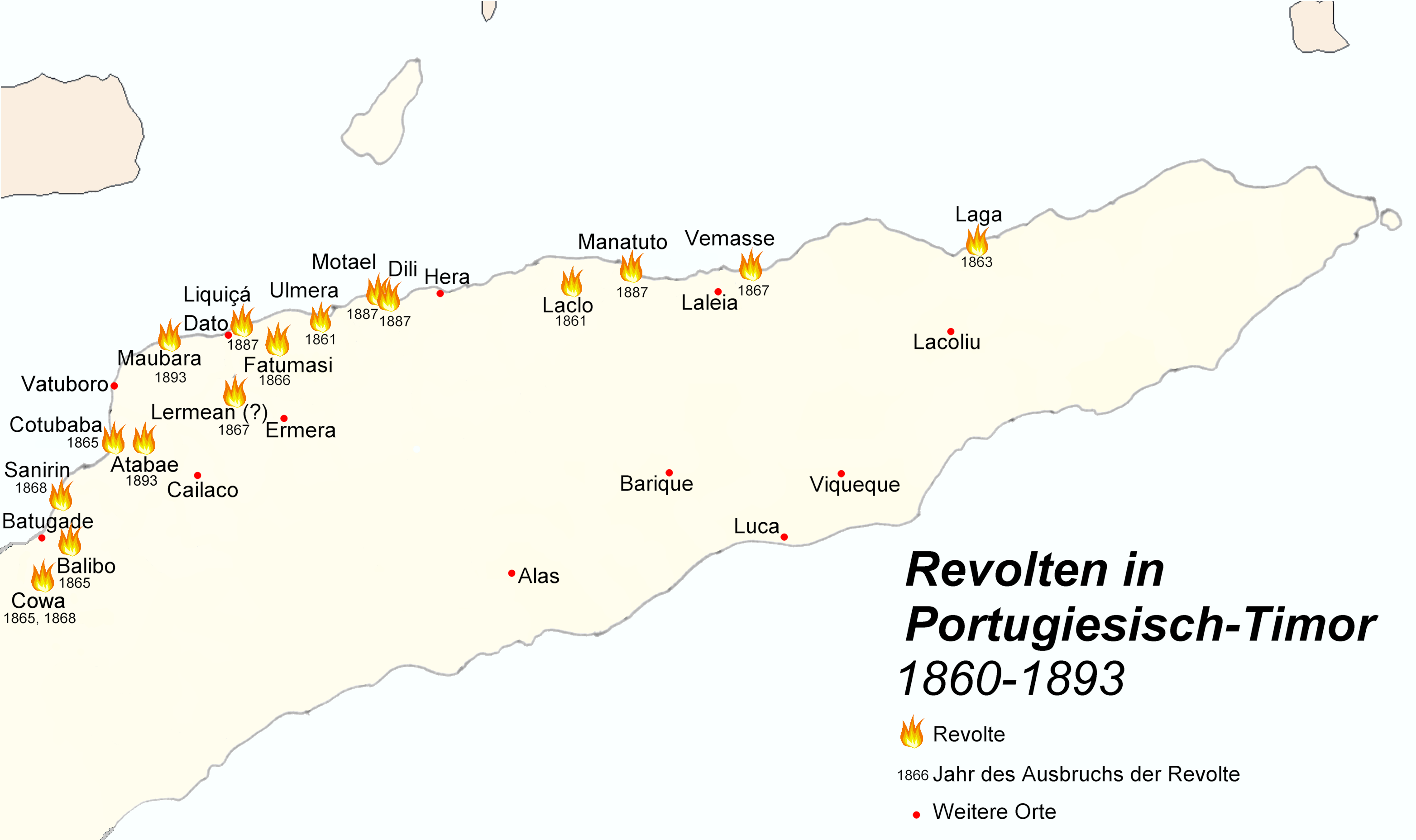

تمرد تيمور الشرقية 1911–1912، والذي يطلق عليه أحيانًا التمرد العظيم أو تمرد مانوفاهي، هو رد على مساعي السلطات الاستعمارية البرتغالية لتحصيل ضريبة الرؤوس والإجبار على العمل القسري، وكان ذلك جزءًا من مساعي السلطات الأكبر لتشجيع زراعة المحاصيل النقدية وتأسيس بنية تحتية حديثة. كان الصراع على مستوى البلاد في 1911-1912 تتويجًا لسلسلة من الثورات التي قادها الدوم بوافينتورا الليوراي (الزعيم) لمملكة مانيوفاهي الأصلية. استمرت الثورة الأولى من عام 1894 حتى عام 1901، والثورة الثانية من عام 1907 حتى عام 1908. وفي عام 1911 قاد بوافينتورا تحالفًا من الممالك الأصلية في الثورة الأخيرة والأخطر ضد البرتغاليين.
في فبراير 1912، دخل متمردو أحد الممالك إلى العاصمة الاستعمارية ديلي، وقتلوا وحرقوا أثناء مسيرهم. نهبوا مقر الحكومة وقتلوا العديد من الجنود والضباط البرتغاليين. وفي أغسطس، استقدم البرتغاليون قوات من موزمبيق وزورق مدفعية من ماكاو لقمع الثورة.
قتل في هذا التمرد 3,424 تيموريًا وجرح 12,567 أخرون، وقتل 289 برتغاليًا وجرح 600 أيضًا. وبعد عام 1912، اكتملت التهدئة البرتغالية لتيمور الشرقية. وتوقفوا أيضًا عن تعيين الليورايات بشكل وراثي واختفت الولايات الأصلية. كان تمرد عام 1912 مؤثرًا في إنشاء هوية تيمورية شرقية متميزة عن «رعايا برتغاليين» أو مجرد «تيموريين».

## الخلفية

### رينو مانوفاهي
تقع رينو أو مملكة مانوفاهي الأصلية (تُسمى مانوفاي أيضًا) على الساحل الجنوبي لتيمور، داخل منطقة ألاس العسكرية، استنادًا إلى إعادة تنظيم المناطق لعام 1860. كان عدد سكانها عام 1903 يقدر بنحو 42 ألفًا يعيشون في 6500 منزل. كانت المملكة تدين بفينتا (ترفيد متعارف عليه) للخزانة البرتغالية وتبلغ 96 ألف دولار مكسيكي، والتي كان من الصعب جمعها. كان يحكمها ملك أو ليوراي (رئيس وراثي أصلي)، وكرسه الحاكم البرتغالي في منصبه. أنتج المزارعون في مانوفاهي الخيول والأغنام والحبوب والفواكه والقهوة والتبغ. وكان الحرفيون هناك من أفضل صناع الفضة والذهب في تيمور البرتغالية، وكانوا يصنعون الأساور والخلاخيل. كان هناك أيضًا خبراء بيروغراف محترفون يصنعون الغلايين من الخيزران. ولكن ما كان ينذر بالخطر أن مانوفاهي تنتج أحزمة خراطيش من الجلد وطلقات المسكيت (سلاح ناري)، وهي مواد يمكن استخدامها في الثورة.
كان الصراع على مستوى الدولة في 1911-1912 تتويجًا لسلسلة من الثورات التي قادتها مانوفاهي. الثورة الأولى، حدثت في عهد الدوم دوارتي، والد بوافينتورا، واستمرت من عام 1894 حتى عام 1901، والثورة الثانية من عام 1907 حتى عام 1908.
كان غرب وشمال مانوفاهي هو رينو سورو، المتمركزة على جبل تاتامايلاو. والتي أخضعها البرتغاليون لرينو أتساب في عام 1900. وفي عام 1907، قدم ليوراي سورو، نايكاو، التماسًا للبرتغاليين من أجل الاستقلال عن أتساب ومُنح ذلك. كان نايكاو مخلصًا للبرتغاليين وشوكة في خاصرة مانوفاهي.

### نظام ضريبة الرؤوس
في عام 1906، بناءً على اقتراح من الحاكم خوسيه سيليستينو دا سيلفا، قررت الحكومة البرتغالية إلغاء الفينتا وإقرار رسوم مالية جديدة (ضريبة الرؤوس). وحدد مرسوم صادر في 13 سبتمبر الأنظمة الجديدة. فأصبح جميع أرباب الأسر الأصلية مدينين بـ 500 ريس (ريال برتغالي) سنويًا ما لم يكونوا متعاقدين (contratados) للعمل في مزارع تزيد مساحتها عن 500 هكتار أو يعيشون في رينو (ممالك) تنتج على الأقل 500 ألف جنيه من المحاصيل النقدية القيمة من البن أو الكاكاو أو القطن. وفي تلك الممالك التي جرى فيها تحصيل ضريبة الرؤوس، كان الليورايات يحصلون على نصف جميع العوائد. وفوق ذلك، نص المرسوم على إلغاء الرينو التي يقل عدد أفرادها عن 600 رب أسرة، ولكن يبدو أن هذا لم يُنفذ على الإطلاق. مُنع الليورايات من تحصيل أي ضريبة أو ترفيد باستثناء ضريبة الرؤوس. بهذه الإجراءات، سعت الحكومة البرتغالية إلى تحويل الرينو إلى وحدة مالية والليوراي إلى وكيل مالي، مع دفع المزارعين المستقلين إلى إنتاج القهوة الأكثر ربحًا (حتى يكونوا قادرين على دفع ضريبة الرؤوس).
اعترضت مانوفاهي وعدد قليل من الحلفاء في البداية على نظام ضريبة الرؤوس. وفي عام 1910، أرسلت لجنة لإجراء تعداد للسكان الأصليين. وتأكدت من وجود 98.920 رب أسرة مؤهلين لدفع الضريبة في 73 أو 75 رينو تابعة لهم. أما في الرينو غير التابعة، مثل مانوفاهي، التي شهدت صراعًا في 1907– 1908، فقد تقلص عدد السكان.